# Aeschremon
Aeschremon és un gènere d'arnes de la família Crambidae.

## Taxonomia
- Aeschremon conchylialis (Christoph, 1872)
- Aeschremon desertalis Asselbergs, 2008
- Aeschremon disparalis (Herrich-Schäffer, 1851)
- Aeschremon kabylalis (Rebel, 1902)
- Aeschremon ochrealis Asselbergs, 2008
- Aeschremon similis Asselbergs, 2008
- Aeschremon tenalis Amsel, 1961